# Douglas Costa
Douglas Costa de Souza (Sapucaia do Sul, 14 settembre 1990) è un calciatore brasiliano, centrocampista o attaccante del Sydney FC.

## Caratteristiche tecniche
Nasce come attaccante, ruolo interpretato nello Šachtar, ma col tempo si è adattato al ruolo di esterno offensivo. Vanta eccellenti doti tecniche, specie nell'uno contro uno, nonché grande velocità (palla al piede raggiunge una velocità di circa 35 km/h), accelerazione e imprevedibilità; caratteristiche che gli hanno valso il soprannome di Flash (in assonanza con l'omonimo supereroe).
La sua principale caratteristica è la duttilità: impiegabile sia sulla fascia destra che sinistra, sa destreggiarsi in qualunque modulo offensivo; predilige giocare sulla fascia destra per poter rientrare sul suo piede naturale, essendo mancino, ma è efficace anche a sinistra, in quanto dotato di un ottimo cross che lo ha reso negli anni uno dei migliori rifinitori della Bundesliga. Mostra grandi doti sia con l'interno che con l'esterno del mancino, e soprattutto la capacità di andare facilmente al tiro con entrambi i piedi.
Nel 2010 è stato inserito nella lista dei migliori calciatori nati dopo il 1989 stilata da Don Balón.

## Carriera

### Club

#### Gli inizi in Brasile, gli anni allo Šachtar
Muove i primi passi nella sezione giovanile del Novo Hamburgo, prima di passare al Grêmio nel 2002. Esordisce in prima squadra il 4 ottobre 2008 nel match contro il Botafogo, andando subito in gol.

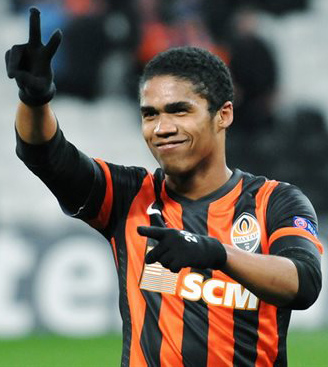
Douglas Costa allo Shakhtar Donetsk nel 2013

Nel gennaio 2010 approda in Europa accasandosi agli ucraini dello Šachtar, a fronte di un esborso di 5 milioni di dollari. Con la squadra di Donetsk vince il campionato 2009-2010 giocando 13 partite mettendo a segno 5 gol. Nella stagione successiva debutta anche in Champions League nell'1-0 casalingo contro il Partizan; segna la sua prima rete nella competizione il 28 settembre 2010, nella vittoria esterna contro il Braga, siglando su calcio di rigore il definitivo 3-0.
Il 20 luglio 2014, dopo aver disputato ad Annecy una partita amichevole con l'Olympique Lione, assieme ai connazionali Fred, Dentinho, Alex Teixeira e Facundo Ferreyra si rifiuta di tornare in Ucraina, in seguito all'aggravarsi del conflitto bellico nell'Est del paese tra l'esercito ucraino e i separatisti filorussi, scoppiato dopo Euromaidan.

#### Bayern Monaco

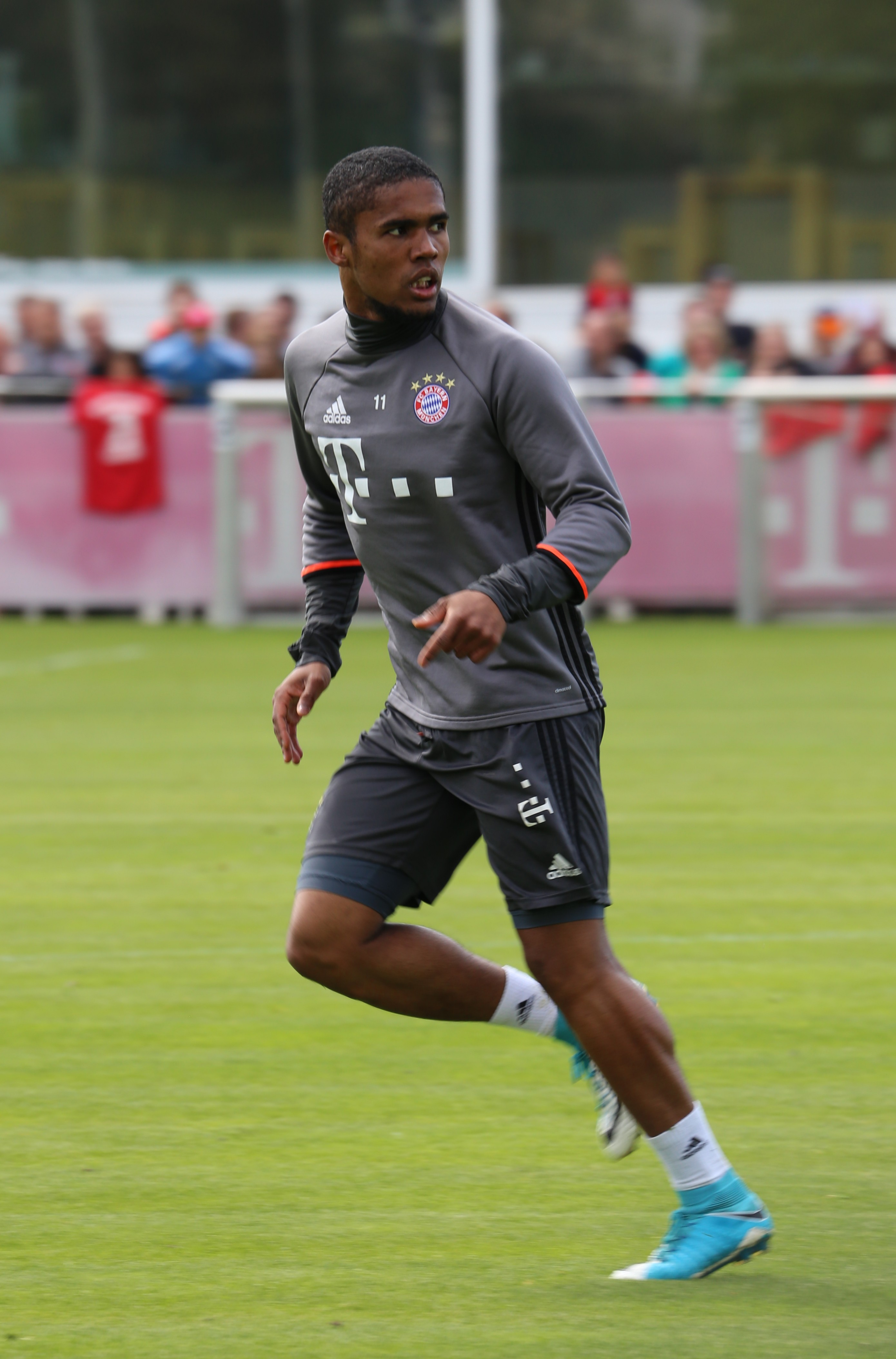
Douglas Costa in allenamento al Bayern Monaco nel 2017

Nell'estate 2015 viene acquistato dai tedeschi del Bayern Monaco per 30 milioni di euro. Fa il suo esordio con la nuova squadra nella partita di Supercoppa persa ai rigori contro il Wolfsburg. Segna il suo primo gol con la maglia bavarese durante la partita d'esordio in Bundesliga, vinta 5-0 contro l'Amburgo. Il 29 settembre segna la sua prima rete in Champions League con i Roten, ai danni della Dinamo Zagabria, partita vinta 5-0. In due anni, ha contribuito alla vittoria per il club tedesco di 2 campionati, 1 Coppa e 1 Supercoppa di Germania.

#### Juventus
Dopo due stagioni a Monaco di Baviera, nell'estate 2017 passa in prestito per 6 milioni di euro alla Juventus. Debutta in Serie A alla prima giornata nella vittoria per 3-0 contro il Cagliari, subentrando al 74' a Cuadrado: va per la prima volta in rete con la maglia bianconera nella sconfitta interna per 1-2 contro la Lazio, segnando la rete del momentaneo vantaggio. Dopo un avvio in sordina, nel corso dell'annata il brasiliano emerge tra i maggiori punti di forza della squadra torinese e, contestualmente, tra i migliori calciatori del campionato. Il 9 maggio 2018 sigla il momentaneo raddoppio nella vittoriosa finale di Coppa Italia contro i rivali del Milan (4-0), vincendo il suo primo trofeo in bianconero. Al termine della stagione, dopo la conquista del suo primo Scudetto, viene riscattato dal club torinese per 40 milioni di euro.

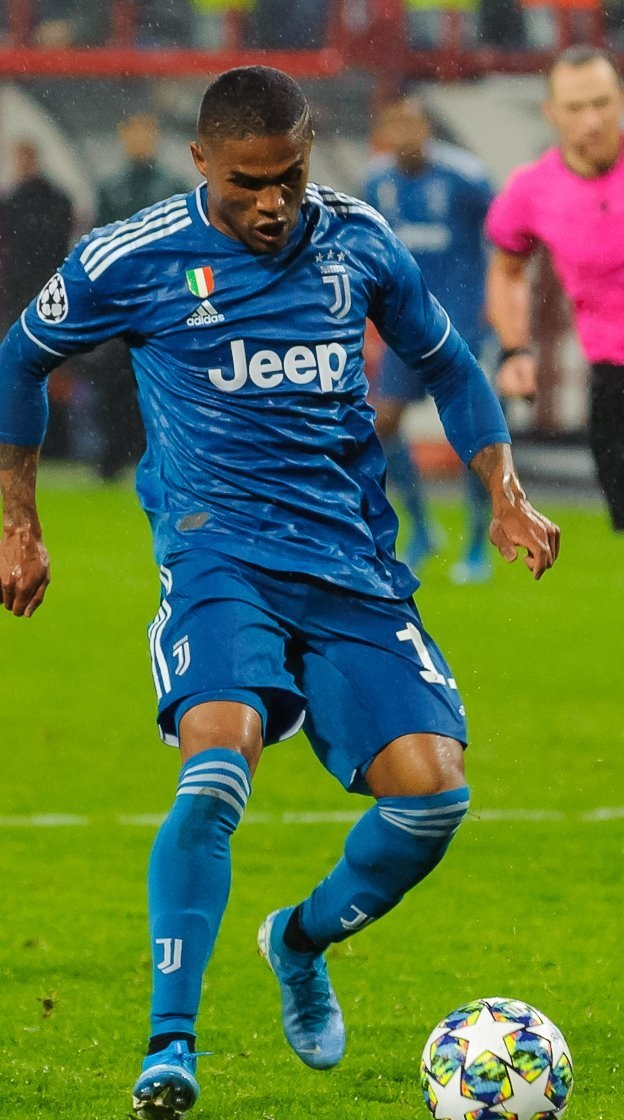
Douglas Costa in azione alla Juventus nel 2019

Inizia l'annata 2018-2019 quale pedina importante nello scacchiere di Massimiliano Allegri, ma, in occasione nella vittoriosa gara interna di campionato contro il Sassuolo (2-1) del 16 settembre, si macchia di uno sputo al neroverde Di Francesco, al culmine di un prolungato screzio tra i due: l'episodio costa al brasiliano l'espulsione e 4 giornate di squalifica. Dopo il suo rientro, il brasiliano non riesce a ripetersi sui livelli della stagione precedente, anche per via di numerosi guai fisici e comportamentali, segnando un solo gol stagionale in un'annata in cui comunque mette in bacheca la Supercoppa italiana e il secondo titolo italiano.
Anche la stagione seguente si rivela piuttosto tormentata sul piano fisico per Costa, il quale tuttavia riesce a essere decisivo nel girone di Champions League segnando in pieno recupero il gol-vittoria in casa della Lokomotiv Mosca il 6 novembre 2019, che consente alla squadra bianconera, nel frattempo passata in mano a Maurizio Sarri, la qualificazione agli ottavi di finale con due gare di anticipo. In un campionato difficile soprattutto per ragioni extrasportive, drammaticamente segnato dalla pandemia di COVID-19 che dilata a dismisura i calendari, il brasiliano dà comunque il suo contributo alla vittoria dello Scudetto, il terzo consecutivo per lui; si segnala per il gol realizzato il 30 giugno 2020 sul campo del Genoa, tra i più belli dell'annata.

#### I ritorni in Germania e in Brasile, esperienze successive
Comincia la stagione 2020-2021 a Torino prima di fare ritorno in prestito, nell'ottobre seguente, al Bayern Monaco. In Baviera vince il mondiale per club e il titolo nazionale; tuttavia, è l'ennesima stagione sfortunata sul piano fisico per l'esterno, impiegato marginalmente e costretto a chiudere già in febbraio l'annata per un infortunio al metatarso al piede destro.

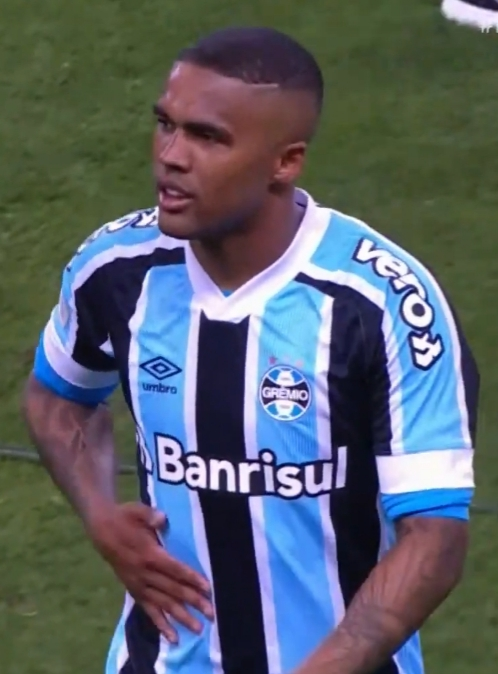
Douglas Costa al Grêmio nel 2021

Liberato dal club tedesco a fine stagione, nel maggio 2021 il brasiliano ritorna in patria, dirottato dalla Juventus ancora in prestito, stavolta al Grêmio, club nel quale era cresciuto calcisticamente. La sua seconda esperienza in maglia Tricolor è tuttavia negativa e si conclude nel dicembre 2021 con la retrocessione della squadra nella seconda divisione brasiliana.
Chiusa anticipatamente l'esperienza a Porto Alegre e non rientrando più nei piani della Juventus, il 10 febbraio 2022 si accasa in prestito al LA Galaxy, deputato a designated player della franchigia nordamericana. Con gli statunitensi rimane fino al 31 dicembre 2023 quando, dopo aver collezionato 51 presenze e 8 reti complessivamente, rimane svincolato.
Il 28 gennaio 2024, Costa viene ingaggiato a parametro zero dal Fluminense, nella massima serie brasiliana, con cui firma un contratto valido fino al luglio del 2025. Dopo appena sei mesi dal suo arrivo, il 24 luglio 2024 risolve consensualmente il contratto con la società brasiliana, con la quale ha disputato 22 partite e vinto la Recopa Sudamericana.
Il 26 agosto 2024 viene ingaggiato dal Sydney FC, nella A-League Men.

### Nazionale
Nel 2009 partecipa al Mondiale Under-20 con il Brasile, raggiungendo il secondo posto. Il 12 novembre 2014 fa il suo esordio con la nazionale maggiore, in occasione di un'amichevole contro la Turchia.
Convocato per la Copa América 2015, realizza nella fase a gironi contro il Perù il primo gol con i verdeoro. Nel 2016 viene selezionato per partecipare alla Copa América Centenario e ai Giochi olimpici, ma in entrambi i casi non può rispondere alla convocazione per infortunio, venendo sostituito rispettivamente da Kaká e Renato Augusto.
Viene incluso dal CT Tite tra i convocati della Seleção per il campionato del mondo 2018, manifestazione nella quale fa il suo esordio il 22 giugno in occasione della vittoriosa gara della fase a gironi contro la Costa Rica (2-0); nonostante un infortunio incappato nella suddetta gara, che ne pregiudica l'impiego nel prosieguo del torneo, l'esterno emerge comunque tra gli elementi migliori di una deludente spedizione brasiliana che chiude la rassegna iridata ai quarti di finale, estromessa dal Belgio.

## Statistiche

### Presenze e reti nei club
Statistiche aggiornate al 28 dicembre 2024.
| Stagione             | Squadra              | Campionato           | Campionato | Campionato | Coppe nazionali | Coppe nazionali | Coppe nazionali | Coppe continentali | Coppe continentali | Coppe continentali | Altre coppe | Altre coppe | Altre coppe | Totale | Totale |
| Stagione             | Squadra              | Comp                 | Pres       | Reti       | Comp            | Pres            | Reti            | Comp               | Pres               | Reti               | Comp        | Pres        | Reti        | Pres   | Reti   |
| -------------------- | -------------------- | -------------------- | ---------- | ---------- | --------------- | --------------- | --------------- | ------------------ | ------------------ | ------------------ | ----------- | ----------- | ----------- | ------ | ------ |
| 2008                 | Grêmio               | PD/RS+A              | 2+5        | 0+1        | CB              | 0               | 0               | -                  | -                  | -                  | -           | -           | -           | 7      | 1      |
| 2009                 | Grêmio               | PD/RS+A              | 7+22       | 0+1        | CB              | 0               | 0               | CL                 | 2                  | 0                  | -           | -           | -           | 31     | 1      |
| gen.-giu. 2010       | Šachtar              | PL                   | 13         | 5          | KU              | 0               | 0               | UEL                | 2                  | 0                  | -           | -           | -           | 15     | 5      |
| 2010-2011            | Šachtar              | PL                   | 27         | 5          | KU              | 4               | 0               | UCL                | 10                 | 2                  | SU          | 1           | 0           | 42     | 7      |
| 2011-2012            | Šachtar              | PL                   | 27         | 6          | KU              | 4               | 1               | UCL                | 5                  | 0                  | SU          | 1           | 0           | 37     | 7      |
| 2012-2013            | Šachtar              | PL                   | 27         | 5          | KU              | 3               | 0               | UCL                | 5                  | 1                  | SU          | 1           | 1           | 36     | 7      |
| 2013-2014            | Šachtar              | PL                   | 27         | 4          | KU              | 3               | 1               | UCL+UEL            | 6+2                | 2+0                | SU          | 1           | 0           | 39     | 7      |
| 2014-2015            | Šachtar              | PL                   | 20         | 4          | KU              | 5               | 0               | UCL                | 8                  | 1                  | SU          | 0           | 0           | 33     | 5      |
| Totale Šachtar       | Totale Šachtar       | Totale Šachtar       | 141        | 29         |                 | 19              | 2               |                    | 38                 | 6                  |             | 4           | 1           | 202    | 38     |
| 2015-2016            | Bayern Monaco        | BL                   | 27         | 4          | CG              | 4               | 1               | UCL                | 11                 | 2                  | SG          | 1           | 0           | 43     | 7      |
| 2016-2017            | Bayern Monaco        | BL                   | 23         | 4          | CG              | 2               | 1               | UCL                | 9                  | 2                  | SG          | 0           | 0           | 34     | 7      |
| 2017-2018            | Juventus             | A                    | 31         | 4          | CI              | 5               | 2               | UCL                | 10                 | 0                  | SI          | 1           | 0           | 47     | 6      |
| 2018-2019            | Juventus             | A                    | 17         | 1          | CI              | 2               | 0               | UCL                | 5                  | 0                  | SI          | 1           | 0           | 25     | 1      |
| 2019-2020            | Juventus             | A                    | 23         | 1          | CI              | 4               | 1               | UCL                | 1                  | 1                  | SI          | 1           | 0           | 29     | 3      |
| set.-ott. 2020       | Juventus             | A                    | 2          | 0          | CI              | -               | -               | UCL                | -                  | -                  | SI          | -           | -           | 2      | 0      |
| Totale Juventus      | Totale Juventus      | Totale Juventus      | 73         | 6          |                 | 11              | 3               |                    | 16                 | 1                  |             | 3           | 0           | 103    | 10     |
| ott. 2020-2021       | Bayern Monaco        | BL                   | 11         | 1          | CG              | 2               | 0               | UCL                | 6                  | 0                  | Cmc         | 1           | 0           | 20     | 1      |
| Totale Bayern Monaco | Totale Bayern Monaco | Totale Bayern Monaco | 61         | 9          |                 | 8               | 2               |                    | 26                 | 4                  |             | 2           | 0           | 97     | 15     |
| 2021                 | Grêmio               | PD/RS+A              | 0+26       | 0+3        | CB              | 1               | 0               | CS                 | 1                  | 0                  | -           | -           | -           | 28     | 3      |
| Totale Grêmio        | Totale Grêmio        | Totale Grêmio        | 9+53       | 0+5        |                 | 1               | 0               |                    | 3                  | 0                  |             | -           | -           | 66     | 5      |
| 2022                 | LA Galaxy            | MLS                  | 27+2       | 4+0        | USOC            | 0               | 0               |                    | -                  | -                  | -           | -           | -           | 29     | 4      |
| 2023                 | LA Galaxy            | MLS                  | 19         | 3          | USOC            | 1               | 1               |                    | -                  | -                  | -           | -           | -           | 20     | 4      |
| Totale LA Galaxy     | Totale LA Galaxy     | Totale LA Galaxy     | 46+2       | 7          |                 | 1               | 1               |                    | 0                  | 0                  |             | 0           | 0           | 49     | 8      |
| gen.-lug. 2024       | Fluminense           | CC+A                 | 5+10       | 0+0        | CB              | 1               | 0               | CL                 | 4                  | 0                  | RS          | 2           | 0           | 22     | 0      |
| 2024-2025            | Sydney FC            | AL                   | 6          | 2          | CA              | 0               | 0               | ACL Two            | 3                  | 0                  |             | -           | -           | 9      | 2      |
| Totale carriera      | Totale carriera      | Totale carriera      | 406        | 58         |                 | 41              | 8               |                    | 90                 | 11                 |             | 11          | 1           | 548    | 78     |

### Cronologia presenze e reti in nazionale
| Cronologia completa delle presenze e delle reti in nazionale ― Brasile | Cronologia completa delle presenze e delle reti in nazionale ― Brasile | Cronologia completa delle presenze e delle reti in nazionale ― Brasile | Cronologia completa delle presenze e delle reti in nazionale ― Brasile | Cronologia completa delle presenze e delle reti in nazionale ― Brasile | Cronologia completa delle presenze e delle reti in nazionale ― Brasile | Cronologia completa delle presenze e delle reti in nazionale ― Brasile | Cronologia completa delle presenze e delle reti in nazionale ― Brasile |
| Data                                                                   | Città                                                                  | In casa                                                                | Risultato                                                              | Ospiti                                                                 | Competizione                                                           | Reti                                                                   | Note                                                                   |
| ---------------------------------------------------------------------- | ---------------------------------------------------------------------- | ---------------------------------------------------------------------- | ---------------------------------------------------------------------- | ---------------------------------------------------------------------- | ---------------------------------------------------------------------- | ---------------------------------------------------------------------- | ---------------------------------------------------------------------- |
| 12-11-2014                                                             | Istanbul                                                               | Turchia                                                                | 0 – 4                                                                  | Brasile                                                                | Amichevole                                                             | -                                                                      | 77’                                                                    |
| 18-11-2014                                                             | Vienna                                                                 | Austria                                                                | 1 – 2                                                                  | Brasile                                                                | Amichevole                                                             | -                                                                      | 63’                                                                    |
| 26-3-2015                                                              | Saint-Denis                                                            | Francia                                                                | 1 – 3                                                                  | Brasile                                                                | Amichevole                                                             | -                                                                      | 83’                                                                    |
| 29-3-2015                                                              | Londra                                                                 | Brasile                                                                | 1 – 0                                                                  | Cile                                                                   | Amichevole                                                             | -                                                                      | 62’                                                                    |
| 7-6-2015                                                               | San Paolo                                                              | Brasile                                                                | 2 – 0                                                                  | Messico                                                                | Amichevole                                                             | -                                                                      | 74’                                                                    |
| 10-6-2015                                                              | Porto Alegre                                                           | Brasile                                                                | 1 – 0                                                                  | Honduras                                                               | Amichevole                                                             | -                                                                      | 46’                                                                    |
| 14-6-2015                                                              | Temuco                                                                 | Brasile                                                                | 2 – 1                                                                  | Perù                                                                   | Coppa America 2015 - 1º turno                                          | 1                                                                      | 66’                                                                    |
| 17-6-2015                                                              | Santiago del Cile                                                      | Brasile                                                                | 0 – 1                                                                  | Colombia                                                               | Coppa America 2015 - 1º turno                                          | -                                                                      | 69’                                                                    |
| 27-6-2015                                                              | Concepción                                                             | Brasile                                                                | 1 – 1 (3 – 4 dtr)                                                      | Paraguay                                                               | Coppa America 2015 - Quarti di finale                                  | -                                                                      | 60’                                                                    |
| 5-9-2015                                                               | Harrison                                                               | Brasile                                                                | 1 – 0                                                                  | Costa Rica                                                             | Amichevole                                                             | -                                                                      | 82’                                                                    |
| 9-9-2015                                                               | Foxborough                                                             | Stati Uniti                                                            | 1 – 4                                                                  | Brasile                                                                | Amichevole                                                             | -                                                                      | 63’                                                                    |
| 9-10-2015                                                              | Santiago del Cile                                                      | Cile                                                                   | 2 – 0                                                                  | Brasile                                                                | Qual. Mondiali 2018                                                    | -                                                                      |                                                                        |
| 13-10-2015                                                             | Fortaleza                                                              | Brasile                                                                | 3 – 1                                                                  | Venezuela                                                              | Qual. Mondiali 2018                                                    | -                                                                      | 45’ 75’                                                                |
| 13-11-2015                                                             | Buenos Aires                                                           | Argentina                                                              | 1 – 1                                                                  | Brasile                                                                | Qual. Mondiali 2018                                                    | -                                                                      | 57’                                                                    |
| 17-11-2015                                                             | Salvador                                                               | Brasile                                                                | 3 – 0                                                                  | Perù                                                                   | Qual. Mondiali 2018                                                    | 1                                                                      | 89’                                                                    |
| 25-3-2016                                                              | Recife                                                                 | Brasile                                                                | 2 – 2                                                                  | Uruguay                                                                | Qual. Mondiali 2018                                                    | 1                                                                      | 78’                                                                    |
| 29-3-2016                                                              | Asunción                                                               | Paraguay                                                               | 2 – 2                                                                  | Brasile                                                                | Qual. Mondiali 2018                                                    | -                                                                      |                                                                        |
| 11-11-2016                                                             | Belo Horizonte                                                         | Brasile                                                                | 3 – 0                                                                  | Argentina                                                              | Qual. Mondiali 2018                                                    | -                                                                      | 84’                                                                    |
| 16-11-2016                                                             | Lima                                                                   | Perù                                                                   | 0 – 2                                                                  | Brasile                                                                | Qual. Mondiali 2018                                                    | -                                                                      | 86’                                                                    |
| 9-6-2017                                                               | Melbourne                                                              | Brasile                                                                | 0 – 1                                                                  | Argentina                                                              | Amichevole                                                             | -                                                                      | 65’                                                                    |
| 13-6-2017                                                              | Melbourne                                                              | Australia                                                              | 0 – 4                                                                  | Brasile                                                                | Amichevole                                                             | -                                                                      | 59’                                                                    |
| 10-11-2017                                                             | Lilla                                                                  | Giappone                                                               | 1 – 3                                                                  | Brasile                                                                | Amichevole                                                             | -                                                                      | 71’                                                                    |
| 23-3-2018                                                              | Mosca                                                                  | Russia                                                                 | 0 – 3                                                                  | Brasile                                                                | Amichevole                                                             | -                                                                      | 79’                                                                    |
| 27-3-2018                                                              | Berlino                                                                | Germania                                                               | 0 – 1                                                                  | Brasile                                                                | Amichevole                                                             | -                                                                      | 73’                                                                    |
| 10-6-2018                                                              | Vienna                                                                 | Austria                                                                | 0 – 3                                                                  | Brasile                                                                | Amichevole                                                             | -                                                                      | 84’                                                                    |
| 22-6-2018                                                              | San Pietroburgo                                                        | Brasile                                                                | 2 – 0                                                                  | Costa Rica                                                             | Mondiali 2018 - 1º turno                                               | -                                                                      | 46’                                                                    |
| 6-7-2018                                                               | Kazan'                                                                 | Brasile                                                                | 1 – 2                                                                  | Belgio                                                                 | Mondiali 2018 - Quarti di finale                                       | -                                                                      | 46’                                                                    |
| 8-9-2018                                                               | East Rutherford                                                        | Stati Uniti                                                            | 0 – 2                                                                  | Brasile                                                                | Amichevole                                                             | -                                                                      | 61’                                                                    |
| 12-9-2018                                                              | Landover                                                               | Brasile                                                                | 5 – 0                                                                  | El Salvador                                                            | Amichevole                                                             | -                                                                      | 54’                                                                    |
| 16-11-2018                                                             | Londra                                                                 | Brasile                                                                | 1 – 0                                                                  | Uruguay                                                                | Amichevole                                                             | -                                                                      | 40’ 67’                                                                |
| 20-11-2018                                                             | Milton Keynes                                                          | Brasile                                                                | 1 – 0                                                                  | Camerun                                                                | Amichevole                                                             | -                                                                      | 68’                                                                    |
| Totale                                                                 |                                                                        | Presenze                                                               | 31                                                                     |                                                                        | Reti                                                                   | 3                                                                      |                                                                        |

## Palmarès

### Club

#### Competizioni nazionali
- Campionato ucraino: 5

Šachtar: 2009-2010, 2010-2011, 2011-2012, 2012-2013, 2013-2014
- Coppa d'Ucraina: 3

Šachtar: 2010-2011, 2011-2012, 2012-2013
- Supercoppa d'Ucraina: 4

Šachtar: 2010, 2012, 2013, 2014
- Campionato tedesco: 3

Bayern Monaco: 2015-2016, 2016-2017, 2020-2021
- Coppa di Germania: 1

Bayern Monaco: 2015-2016
- Supercoppa di Germania: 1

Bayern Monaco: 2016
- Campionato italiano: 3

Juventus: 2017-2018, 2018-2019, 2019-2020
- Coppa Italia: 1

Juventus: 2017-2018
- Supercoppa italiana: 1

Juventus: 2018

#### Competizioni internazionali
- Coppa del mondo per club: 1

Bayern Monaco: 2020
- Recopa Sudamericana: 1

Fluminense: 2024

### Nazionale
- Campionato sudamericano Under-20: 1

Venezuela 2009